# Administración de José María Figueres
La Administración de José María Figueres Olsen fue la administración constitucional ejercida en la República de Costa Rica entre el 1 de mayo de 1994 y el 30 de abril de 1998.

## Pacto Figueres Calderón
El Pacto de Concertación (apodado coloquialmente como Pacto Figueres-Calderón) fue un acuerdo bipartidista suscrito por Figueres con los líderes de la oposición socialcristiana Rafael Ángel Calderón Fournier y Miguel Ángel Rodríguez Echeverría para que las bancadas de ambos partidos apoyaran una agenda común. El acuerdo fue tremendamente polémico y ampliamente criticado.

## Política económica
Durante la administración Figueres Olsen se dio el tercer Plan de Ajuste Estructural negociado con el Banco Mundial a cambio de un préstamo por 80 millones de dólares. El mismo implicó recortes en el sector público y en el aparato estatal que fueron bastante impopulares. También se dio bajo su gobierno la liberalización bancaria aun cuando, irónicamente, la banca había sido nacionalizada por su padre José Figueres.
También negoció con éxito el ingreso al país de la empresa Intel y se cerró el Instituto Costarricense de Ferrocarriles debido a las pérdidas cercanas a los 6 millones de cólones diarios (de la época) y a la imposibilidad económica del país en invertir recursos para modernizarlo.

## Reforma a la Ley de Pensiones del Magisterio
La reforma a la Ley de Pensiones de los educadores públicos se logró en sede legislativa por el apoyo de ambas bancadas mayoritarias mediante el Acuerdo. Fue muy impopular y provocó una extensa huelga de maestros que finalmente fue depuesta sin lograr el cometido de retrotraer la ley.

## Cierre del Banco Anglo
Durante la administración de Figueres se decidió el cierre del Banco Anglo Costarricense, el más antiguo de los bancos estatales, debido a malos manejos y casos de corrupción que se dieron en la administración anterior y que llevaron a su quiebra. Varios de sus miembros fueron luego sentenciados a prisión por estos hechos. El cierre del banco causó que sus trabajadores quedasen desempleados.

## Política exterior
Figueres priorizó el comercio exterior y los tratados de libre comercio impulsándolos con México, Panamá, Belice y el Mercado Común Centroamericano. También estrechó lazos con Estados Unidos y recibió la visita del presidente demócrata Bill Clinton. El 2 de noviembre de 1995 Costa Rica implementó el Protocolo de Tegucigalpa para la creación del Sistema de la Integración Centroamericana.

## Política ambiental
El desarrollo sostenible había sido una de las promesas de campaña de Figueres, además de ser consultor internacional al respecto. Durante su administración se ratificó el Protocolo de Kioto y se aprobaron las convenciones internacionales de Biodiversidad y de Cambio Climático.